# 多福寺
多福寺，又名崛围寺，位于中国山西太原西北的崛围山，2006年5月，列入第六批全国重点文物保护单位。
该寺始建于唐贞元二年（786年），明洪武年间重建。该寺大雄宝殿内存的三佛四菩薩彩绘及壁画为明代佛教艺术。明末清初学者傅山曾在此隐居。